# Élections législatives de 1988 à Mayotte
Les élections législatives françaises de 1988 se déroulent les 5 et 12 juin. Dans le territoire de Mayotte, un député est à élire dans le cadre d'une circonscription.

## Élus
| Circonscription        | Député sortant      | Parti | Parti     | Député élu ou réélu | Parti | Parti     |
| ---------------------- | ------------------- | ----- | --------- | ------------------- | ----- | --------- |
| Circonscription unique | Henry Jean-Baptiste |       | UDF (CDS) | Henry Jean-Baptiste |       | UDF (CDS) |

## Positionnement des partis
L'UDF et le RPR se présentent unis sous l'étiquette « Union du Rassemblement et du Centre ».

## Résultats

### Résultats à l'échelle de la collectivité
|                | Union pour la démocratie française  | 8 540  | 58,20  | 1 |  |  |
|                | Rassemblement pour la République    | 5 621  | 38,31  | 0 |  |  |
|                | Divers droite                       | 240    | 9,67   | 0 |  |  |
|                | Union du Rassemblement et du Centre | 14 322 | 97,61  | 1 |  |  |
|                |                                     |        |        |   |  |  |
|                | Front national                      | 207    | 1,41   | 0 |  |  |
|                | Extrême gauche                      | 143    | 1,09   | 0 |  |  |
|                |                                     |        |        |   |  |  |
| Inscrits       | Inscrits                            | 22 479 | 100,00 | 1 |  |  |
| Abstentions    | Abstentions                         | 7 692  | 34,22  |   |  |  |
| Votants        | Votants                             | 14 787 | 65,78  |   |  |  |
| Blancs et nuls | Blancs et nuls                      | 115    | 0,78   |   |  |  |
| Exprimés       | Exprimés                            | 14 672 | 99,22  |   |  |  |

### Résultats par circonscription
|                | Henry Jean-Baptiste sortant réélu | UDF (CDS)      | 8 540  | 58,20  |  |  |  |
|                | Hassane Harouna                   | RPR            | 5 621  | 38,31  |  |  |  |
|                | Hamada Abdourahmane               | FN             | 207    | 1,41   |  |  |  |
|                | Ali Boina                         | Divers droite  | 161    | 1,09   |  |  |  |
|                | Djounaid Abdourraquib dit Démo    | Extrême gauche | 143    | 1,09   |  |  |  |
|                |                                   |                |        |        |  |  |  |
| Inscrits       | Inscrits                          | Inscrits       | 22 479 | 100,00 |  |  |  |
| Abstentions    | Abstentions                       | Abstentions    | 7 692  | 34,22  |  |  |  |
| Votants        | Votants                           | Votants        | 14 787 | 65,78  |  |  |  |
| Blancs et nuls | Blancs et nuls                    | Blancs et nuls | 115    | 0,78   |  |  |  |
| Exprimés       | Exprimés                          | Exprimés       | 14 672 | 99,22  |  |  |  |